# Charles Féry
Charles Féry, né le 19 juillet 1865 à Paris, où il est mort le 22 février 1935, est un physicien français, constructeur d'instruments scientifiques. 

## Biographie
Ingénieur (1re promotion, diplômée en 1885) de l'École supérieure de physique et de chimie industrielles de la ville de Paris (EPCI à l'époque, aujourd'hui ESPCI ParisTech), il devient professeur d'optique de cette même École de 1902 à 1926.
Il se spécialise dans la conception d'instruments  de mesure comme un spectrographe que la société Beaudouin commercialisa pendant plus d’un demi-siècle. Il est également le concepteur d'un actinomètre pour la mesure des rayonnements solaires, d'un réfractomètre utilisé pour la mesure de composition des solutions, d'un pyromètre connu sous le nom de "lunette de Féry" encore employé dans la sidérurgie, et d'un étalon lumineux brûlant de l'acétylène.
Il faut ajouter l’horloge électrique à pendule à aimant permanent construite à des milliers d’exemplaires pour les grandes horloges rondes des quais de gare et des mairies. Une pile Féry (chlorure d'ammonium, zinc et charbon) était capable d'assurer leur fonctionnement pendant plusieurs années.
Quand éclata la première guerre mondiale, Féry ouvre un cours de TSF et de télégraphie militaire pour les élèves de son École. Il apporte sa contribution au développement d'appareils de télémesure utilisés pour les tirs d'aviation et les bombardements.
Plusieurs instruments construits par Féry lui-même sont en exposition à l'Espace des sciences Pierre-Gilles de Gennes à l'ESPCI ParisTech.